# 林文熊
林文熊（1579年—1649年），字克武，號靖海，福建福州府闽县人（今城门镇城门村人），軍籍，明朝政治人物。

## 生平
林文熊出生于万历七年（1579年）。
万历三十一年（1603年）癸卯科福建乡试舉人，萬曆三十二年（1604年）聯捷甲辰科进士，兵部觀政，三十三年授苏州府推官，改台州府教授，四十一年升國子監学正，四十三年升南兵部主事，升员外，四十五年升郎中，四十七年升广州府知府，改宝庆府知府，天启六年升廣東南韶道副使。崇祯元年考察免官。
林文熊卒于清顺治六年（1649年），葬于福州南郊义序乡高盖山。